# Porteño
Porteño (au féminin porteña) est une expression courante en Amérique du Sud désignant les habitants de certaines villes portuaires. Elle désigne notamment les habitants de Puerto de Nuestra Señora de los Buenos Aires (en français : Port de Notre Dame des Vents favorables), plus connu sous le nom de Buenos Aires, la capitale de l'Argentine. Ce nom de ville était une invocation à la Vierge protectrice des marins qui avaient à affronter un long voyage maritime depuis l'Europe jusqu'en Argentine.
Le porteño est en général l'enfant d'émigrants, arrivés à Buenos Aires, Montevideo (généralement d'Europe) ou à Valparaíso (Chili). Le mot s'oppose originellement aux habitants des terres d'origine indigène : Amérindiens, Créoles ou encore Métis.

## Dans la culture
Bernard Lavilliers a écrit et interprété une chanson intitulée Les porteños sont fatigués, sortie sur son album Sous un soleil énorme en 2021.
Claudia MONTERO, musicienne argentine, a composé une suite pour guitare : Tres Colores Porteñas (Azul, Gris, Rojo).